# Baizongia pistaciae
Baizongia pistaciae är en insektsart som först beskrevs av Carl von Linné 1767. Enligt Catalogue of Life ingår Baizongia pistaciae i släktet Baizongia och familjen långrörsbladlöss, men enligt Dyntaxa är tillhörigheten istället släktet Baizongia och familjen pungbladlöss. Enligt den finländska rödlistan är arten sårbar i Finland. Arten är reproducerande i Sverige. Artens livsmiljö är åsmoskogar. Inga underarter finns listade i Catalogue of Life.